# Канна (Италия)
Канна (итал. Canna) — коммуна в Италии, располагается в регионе Калабрия, в провинции Козенца.
Население составляет 828 человек (2008 г.), плотность населения составляет 41 чел./км². Занимает площадь 20 км². Почтовый индекс — 87070. Телефонный код — 0981.
Покровительницей коммуны почитается Пресвятая Богородица (Madonna Immacolata concezione), празднование в последнее воскресение мая.

## Демография
Динамика населения:

## Администрация коммуны
- Официальный сайт: https://web.archive.org/web/20081214142226/http://canna.asmenet.it/